# Edith Peter
Edith Peter, avstrijska alpska smučarka, * 19. februar 1958, Alberschwende, Avstrija.
Ni nastopila na olimpijskih igrah ali svetovnih prvenstvih. V svetovnem pokalu je tekmovala tri sezone med letoma 1978 in 1981. V skupnem seštevku svetovnega pokala je bila najvišje na 26. mestu leta 1979, ko je bila tudi osma v smukaškem seštevku.